# يان كين
يان كين (بالإنجليزية: Ian Keen)‏ هو عالم إنسان أسترالي، ولد في 21 نوفمبر 1938.